# Victor Rochereau
Pour les articles homonymes, voir Rochereau.
Victor Rochereau est un industriel et homme politique français, né le 14 septembre 1881 à Saint-Martin-des-Noyers, en Vendée, où il est mort le 2 janvier 1962.

## Biographie
Conseiller d'arrondissement, il est élu député de la Vendée en 1914 sous les couleurs de l'Action libérale populaire, le parti chrétien conservateur de l'époque. Systématiquement réélu jusqu'à la chute de la Troisième République, membre de la Fédération républicaine, il appartient à différents groupes parlementaires de la droite, celui des Indépendants le plus souvent.
Il vote, le 10 juillet, en faveur de la remise des pleins pouvoirs au maréchal Pétain. Il ne retrouve pas de mandat parlementaire après la Libération.
Son fils, Henri Rochereau, est sénateur, ministre de l'Agriculture, puis commissaire européen sous la Cinquième République.

## Sources
- « Victor Rochereau », dans le Dictionnaire des parlementaires français (1889-1940), sous la direction de Jean Jolly, PUF, 1960 [détail de l’édition]